# ウラディスラフ・トレチャク
ウラディスラフ・トレチャク（トレチヤーク、ロシア語ラテン翻字: Vladislav Aleksandrovich Tretiak, ロシア語: Владисла́в Алекса́ндрович Третья́к,  1952年4月25日 - ）は、ソビエト連邦モスクワ出身の元アイスホッケー選手。
歴史上最も偉大なゴールテンダーの1人と考えられており、国際アイスホッケー連盟20世紀オールスターチームに選ばれている。1989年にホッケーの殿堂入りを果たした。現在はロシアアイスホッケー連盟の会長を務めている。
トレチャクはアイスホッケー世界選手権では史上最多である10回の優勝経験を持っている。

## 経歴
ウクライナのスームィで育った。父親は軍のパイロット、母親はモスクワのフィールドホッケーチームにも所属する体育教師であり、厳格に育てられた。幼少の頃は兄に続いて水泳を行った。子供の頃から様々なスポーツを好んでおり、クロスカントリー、卓球、バレーボール、軽体操、バスケットボール、サッカー、スキーに加えて兄の通っていたディナモ・スポーツクラブで水泳も行っている。1963年5月1日のメーデーに、体操競技での際だった演技により、何千人もの子どもと一緒に赤の広場でスポーツの賞を取った。同年秋、陸軍中央スポーツクラブでのクラスを持っていた母親に連れて行ってもらい、アイスホッケーのユニフォームを着た少年にあこがれてアイスホッケーを始めた。当初はフォワードでプレーしたが、なかなかユニフォームがもらえなかったこと、誰もゴールテンダーになりたがらなかったことから、ゴールテンダーになることを望んだ。1967年の夏、少年チームに所属し、アナトリ・タラソフによって、マスターの練習に参加を認められた。この年、ノボシビルスクで行われた大会でソビエト最優秀少年ゴールテンダーに選ばれた。
1968年、ヨーロッパジュニア選手権に補欠として参加、チームも2位となった。
1969年、ガルミッシュ＝パルテンキルヒェンで行われたヨーロッパジュニア選手権で優勝した。このシリーズ以降、タラソフによって本格的に育て上げられることとなり、リンクを全力滑走する最大酸素消費練習が課せられた。HC CSKAモスクワでは16歳でソビエト選手権のゴールを任された。
1969年秋、タラソフの推薦で全ソチームに加わった。同年12月3日のイズベスチヤ杯のフィンランド戦で国際試合初出場を果たし、以後1984年4月12日のスウェーデンカップでのチェコスロバキア戦まで国際試合に291回出場している。
1970年の世界選手権では、ビクトル・コノバレンコの控えであったが、スウェーデン戦の第2ピリオドに、コノバレンコが負傷退場したため交代出場し、その試合では2-4で敗れたが、最終戦で勝利し、チームは優勝した。
1971年、CSKAモスクワでプレーし、ソビエトアイスホッケーリーグのオールスターファーストチームに選出された。この年、ソビエト連邦アイスホッケースポーツマスターに選ばれた。
1972年の札幌オリンピックのアイスホッケーソビエト連邦代表に当時19歳で選出された。同大会で金メダルを受賞した。
1972年のサミット・シリーズにおけるプレーでトレチャクはカナダのアイスホッケーファンを驚かせた。試合開始前にジャック・プラントの訪問を受け、フランク・マホブリッチ、フィル・エスポジト、イヴァン・クルノワイエ、ポール・ヘンダーソン、デニス・ハルの癖を教わった。トレチャクはプラントの訪問の真意をエスポジトらが滅多打ちにしようとしている若者に対してすまないと思ったのだろうと想像している。第1戦で開始わずか30秒でフィル・エスポジトにゴールを許し、さらにポール・ヘンダーソンにも得点をあげられ、0-2とリードされたが、この試合を7-3で勝利した。第4戦でも勝利し、カナダで開催された4試合で2勝1敗1分と勝ち越した。第4戦終了後、カナダのアイスホッケーファンはカナダチームにブーイングを行った。モスクワに開催地を移した第5戦で勝利し、3勝1敗1分とシリーズ制覇に王手をかけたが、第8戦で残り約30秒ほどにポール・ヘンダーソンに決勝ゴールを許し3勝4敗1分でシリーズを終えた。
1974年のアイスホッケー世界選手権のソビエト連邦代表に選出された。同大会ではソビエト連邦のゴールテンダーとしてニコライ・パクコフに次いで史上2人目の最優秀ゴールテンダーに選ばれた。同年4月23日のコムソモール第17期大会の仕事に、リュドミラ・ツリシチェワ、イリーナ・ロドニナ、ワレリー・ボルゾフ、ウラジーミル・ワシーンらとともに出場した。同年5月には、体育専門学校を受験、教育学、生理学、心理学、社会科学などを学んだ。同年秋には、NHLの対抗リーグであるWHAとのサミット・シリーズに参加、このシリーズは4勝3分け1敗でソ連の勝利となった。なお、最終戦ではトレチャクは欠場している。
1975年12月から1976年1月のスーパーシリーズでは、ソ連のクラブチームとして初めて、NHLチームと対戦、ニューヨーク・レンジャースに7-3で勝利し、モントリオール・カナディアンズ戦ではシュート数で38対13と圧倒されながら、3-3で引き分けた。カナディアンズのゴールテンダー、ケン・ドライデンは数年後に6回出場したスタンレー・カップファイナルや1972年のサミット・シリーズよりも思い出に残る試合だと語った。ボストン・ブルーインズに5-2で勝利した後、その年、2年連続でスタンレー・カップファイナルを制したフィラデルフィア・フライヤーズと対戦した。第1ピリオド11分過ぎ、0-0の場面で、攻撃の中心選手であるワレリー・ハルラモフがエド・ファンインプのひじ打ちを頭部に受けて脳震盪を起こし数分間意識を失ったまま横たわった（このプレーではペナルティはコールされていない。）。ソ連のコンスタンティン・ロクテフヘッドコーチは選手にリンクから引き揚げるよう命じたが、フライヤーズのオーナーがルールに従った試合をすると約束したため、試合は16分から17分の中断で続行された。試合はCSKAには試合遅延行為によるペナルティが課せられ、1人少ない状況で再開され、再開からわずか30秒にレグ・リーチに得点を奪われ、第1ピリオド終わりには、それまで9本のシュートを止めた相手のリック・マクリーシュにもゴールを許し1-4で敗れた。この試合でCSKAの13本のシュートに対して、フライヤーズは49本のシュートを放った。フライヤーズのゲイリー・ドーンホーファーはトレチャクが相手でなかったら倍の得点をあげていただろうと語っている。フライヤーズのこの日のプレーに対しては、ボビー・ハルは憤慨し、ニューヨーク・タイムズもホッケーにテロが勝ったと報道した。
1976年秋のカナダ・カップに先だって各国のゴールテンダー8人、フォワード16人で行われた1対1のトーナメントで優勝している。
1976年のインスブルックオリンピック、1984年のサラエボオリンピック、1981年のカナダ・カップでも金メダルを獲得した。また、アイスホッケー世界選手権では10回優勝、ヨーロッパ選手権でも9回優勝した。
1980年のレークプラシッドオリンピックでのアメリカ合衆国戦では、第1ピリオドの残り1秒にマーク・ジョンソンに同点となる2点目を入れられ、ヘッドコーチのビクトル・チーホノフによってウラジーミル・ムイシュキンと交代させられ、チームはその後3-4で敗れた。100回試合をしたら99回はソ連が勝つであろうと見られていたこの試合は氷上の奇跡と呼ばれている。
トップレベルでプレーしており、まだ何年も活躍できると見られた1984年に32歳で現役を引退した。この背景には、ヘッドコーチのチーホノフによるトレーニングキャンプに試合前に参加し、より多くの時間を家族と取りたいという訴えを行ったが、拒否されたためと言われている。
1982年12月31日に行われたモントリオール・カナディアンズとのエキシビションで5-0とカナディアンズを完封した。
1983年のNHLドラフト7巡全体138位でモントリオール・カナディアンズから指名された。トレチャクは移籍を望んだが、ソビエト政府の妨害でNHLでのプレーはならなかった。
1984年に労働赤旗勲章を受章した。1987年に自伝『Tretiak, The Legend』を出版した。1989年にホッケーの殿堂入りを果たした。ソ連の選手で選ばれたのはトレチャクが初めてであった。また、NHLでプレーしたことのない選手が選ばれるのも初めてであった。
1990年、シカゴ・ブラックホークスのマイク・キーナンによってゴールテンダーコーチに招かれた。それ以降、トレチャクは20年に渡ってエド・ベルフォア、ドミニク・ハシェック、ジョセリン・ティボーらを育てた。キーナンは練習でのトレチャクの能力に感銘を受けて、38歳となっていたトレチャクに現役のNHL選手としてプレーすることを提案した。当初背番号30番でプレーしていたベルフォアはブラックホークスを退団するまで、トレチャクにあやかって背番号20を着けてプレーした。他にもエフゲニー・ナボコフがトレチャクにあやかって背番号20でプレーした。
トレチャクはカナダのトロントにゴールテンダーのためのスクールを作っており、ここからはホセ・セオドアやマーティン・ブロデューアが育った。2000年代初めには、ミネソタ州のデトロイトレイクでゴールテンダーのホッケーキャンプを開催した。
1997年に国際アイスホッケー連盟の殿堂入りを果たした。
2000年にロシアの20世紀最高のアイスホッケー選手に選ばれた。同年、スポーツ・イラストレイテッドにより、ウェイン・グレツキー、ボビー・ハル、ゴーディ・ハウ、ボビー・オーアとともにグレーテストホッケーチームに選ばれた。
2003年12月、ドゥーマのサラトフ選挙区に統一ロシアから立候補して当選した。
2006年4月25日、ロシアアイスホッケー協会会長に96票中93票で選出された。残りの3票はいずれも棄権であった。同年、リドー ホールでカナダの総督よりカナダ総督褒章を受章した。
2007年1月29日、サミット・シリーズで対戦したカナダのゴールテンダー、ケン・ドライデンの背番号が永久欠番となるセレモニーが行われたとき、ゲストの1人として出席した。同年3月28日、その年の夏にカナダでサミットシリーズを35年ぶりに再度開催できないか交渉するためにオタワを訪問した。こうした交渉はミハイル・フラトコフロシア連邦首相も行い、同年9月にカナダとロシアのジュニアチームが対戦するイベントを開催することで決着がついた。
2010年のバンクーバーオリンピックではロシア代表のゼネラルマネージャーを務めた。
2014年のソチオリンピックでは、イリーナ・ロドニナとともに聖火リレーの最終走者を務めた。

## 人物
子供の頃のお気に入りのアイスホッケー選手は、カナダのセス・マーティンであり、将来の夢は父親と同じ軍のパイロットであった。サッカー選手では、アリベルト・シェステルニョフ。やレフ・ヤシンがアイドルであった。
試合中常にぎりぎりの緊張状態を保つことはできないので、味方サイドにパックがあり、味方がパックを運んでいる間は、筋肉の緊張を解いて休息するという。
王子製紙アイスホッケー部の新谷和夫によると、ヴャチェスラフ・スタルシノフが訪日した際、トレチャクの絶えず身体を柔軟に動かす練習方法を勧めてきたという。

## 詳細情報

### 記録
- ソビエトリーグ オールスターファーストチーム 1971年から1984年まで14年連続
- レーニン勲章（1978年）
- チームメートのワレリー・ハルラモフとともに、ソ連でのみプレーし、北米のプロリーグでプレー経験がなく、ホッケーの殿堂入りした選手2人のうちの1人。当時は鉄のカーテンがあり、ソ連の選手が西側諸国でプレーすることは稀であった。日本でプレーした選手はいたものの、北米のプロリーグでプレーした選手はいなかった。
- 祖国功労章 勲3等（2012年）、勲4等（2002年）